# Алекси-Месхишвили, Нуца
Нуца Алекси-Месхишвили (груз. ნუცა ალექსი-მესხიშვილი, псевдоним Саломе Алекси; род. 1 марта 1966) — советская и грузинская актриса и кинорежиссёр.

## Биография
Родилась 1 марта 1966 года в Тбилиси в семье Ладо Алекси-Месхишвили и его жены — Ланы Гогоберидзе.
В 1986 году окончила Тбилисскую академию художеств. В 1988—1992 годах работала художником на киностудии «Грузия-фильм».
В 1992—1996 годах училась на факультете кинорежиссуры Высшей национальной школы аудиовизуальных искусств «Ля Феми» в Париже. В 2009—2010 годах работала репортёром Совета Европы в Страсбурге.
Удостоена специального приза жюри 66-го Венецианского международного фестиваля короткометражных фильмов за фильм «Феличита» по повести Заиры Арсенишвили — «Жена плакала мужу» (2009 год).